# Mezopotámie

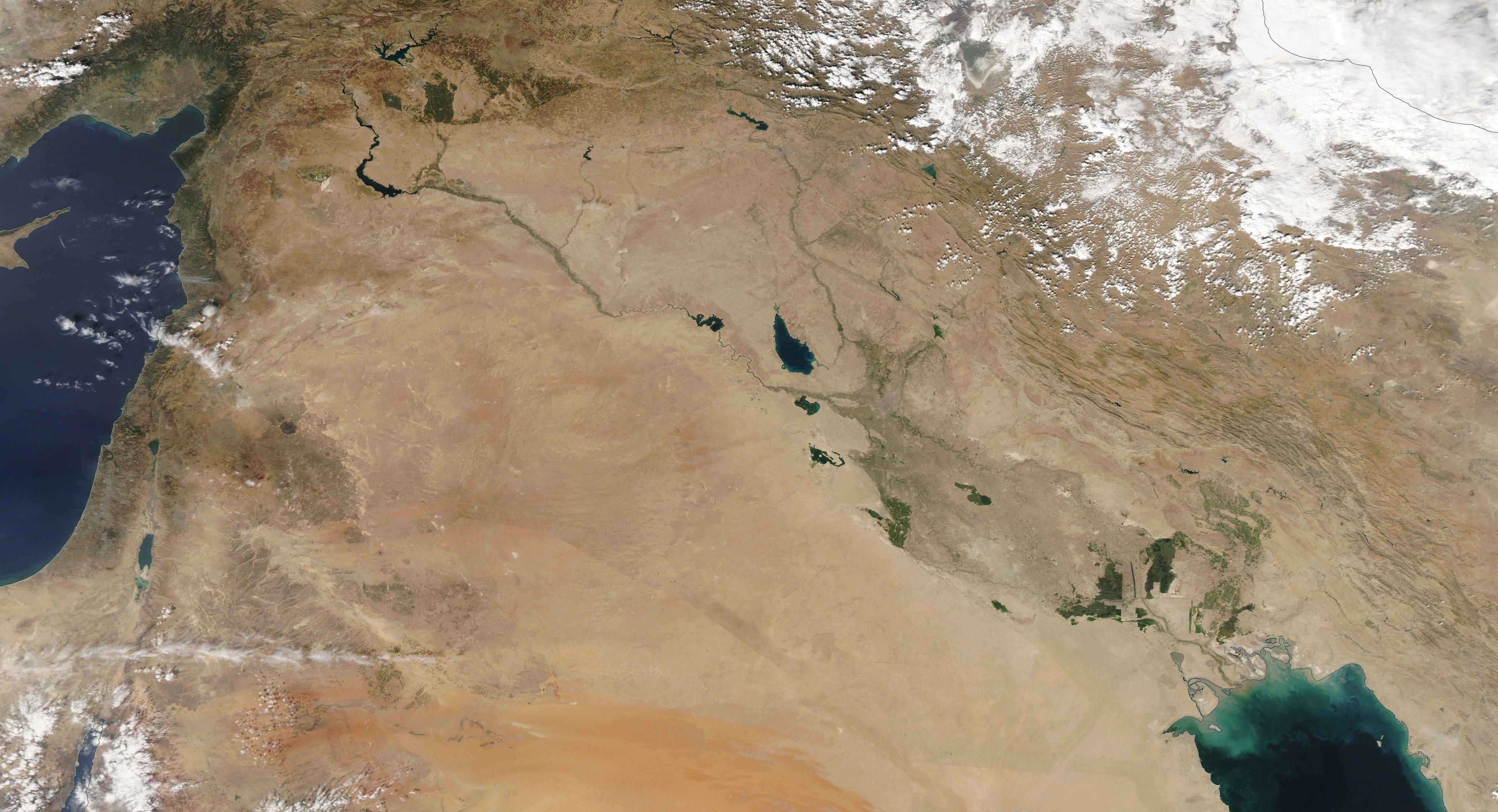
Mezopotámie, satelitní snímek

Mezopotámie (z řeckého Μεσοποταμία, Mesopotamia, „země mezi řekami“ nebo „meziříčí“; arabsky بلاد الرافدين bilād al-rāfidayn, syrsky ܒܝܬ ܢܗܪܝܢ beth nahrain, „země řek“) je označení pro oblast mezi řekami Eufrat a Tigris, jejíž jádro tvoří povodí středního a dolního toku obou řek. Mezopotámie je součástí tzv. úrodného půlměsíce. V dnešní době její území zhruba odpovídá Iráku, severovýchodní Sýrii, jihovýchodnímu Turecku a jihozápadnímu Íránu.
Mezopotámie byla kolébkou civilizace. První sumerské obyvatelstvo se v Mezopotámii objevilo na přelomu 4. a 3. tisíciletí př. n. l. Ve starověku byla rozdělena na severní Asýrii a jižní Babylonii. Horní část Babylonie se nazývala Akkad a dolní Sumer. V roce 539 př. n. l. do Babylónu vnikli Peršané z dynastie Achaimenovců a v roce 331 př. n. l. pak Alexandr Veliký, po jehož smrti se Babylón stal součástí Seleukovské říše.
Okolo roku 150 př. n. l. se Mezopotámie zmocnili Parthové, ve 2. století našeho letopočtu opět Peršané. V roce 637 se vlády nad Mezopotámií ujali muslimští Arabové. Od té doby se Mezopotámii říkalo El Irák el'Arabi, jak ji Arabové nazvali.
Studiem starověké Mezopotámie se zabývá asyriologie, protože první archeologové se zajímali o Asýrii, kde byly zkoumané materiály dostupnější. Nejznámějšími objekty pocházejícími z Mezopotámie jsou Visuté zahrady Semiramidiny, Chammurapiho zákoník, Epos o Gilgamešovi a Ištařina brána.

## Geografie

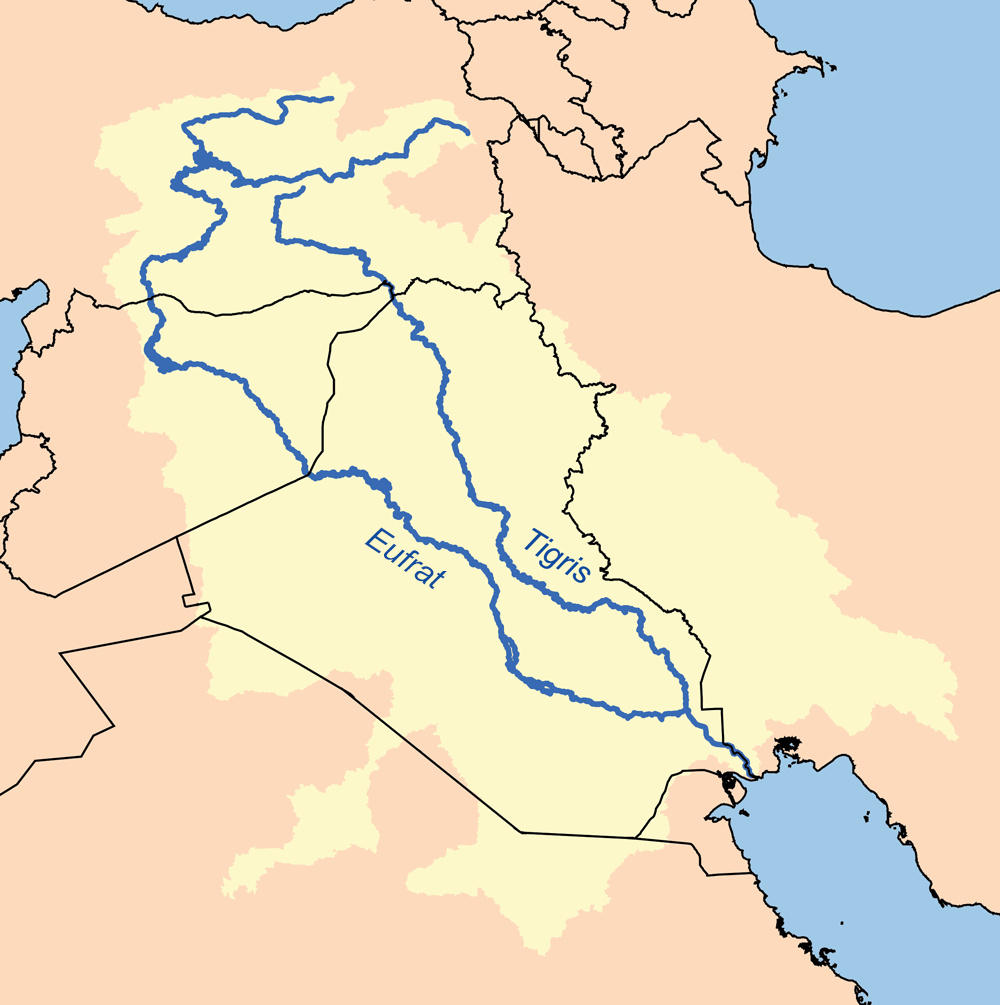
Povodí řek Eufrat a Tigris, které vytyčují Mezopotámii

Mezopotámie leží v povodí řek Eufrat a Tigris. Řeky pramení v Arménské vysočině na území dnešního Turecka, kde se na jednom místě jejich tok přibližuje na vzdálenost asi 50 kilometrů. Poté Tigris teče rychle na východ a pak na jihovýchod, zatímco Eufrat na jihozápad a poté na jih a jihovýchod. Tigris má více přítoků než Eufrat, kterým protéká méně vody a jehož proud je tak mírnější. Podzimní deště zvedají hladiny obou řek a záplavy vrcholí v dubnu a květnu. Kvůli tomuto přírodnímu procesu se v níže položených oblastech podél Eufratu a Tigridu nahromadily nánosy bahna, zatímco v kopcích se vytvořila úrodná údolí.
Východní okraj Mezopotámie je ostře ohraničen pohořím Zagros, součástí Íránské vysočiny. Na severu je ohraničena Arménskou vysočinou, na západě pouštěmi Arabské platformy a na jihu Perským zálivem. Mezopotámii tradičně dělíme na Horní a Dolní. Dolní Mezopotámii vyplňuje Mezopotamská nížina, Horní Mezopotámie je také známa pod arabským názvem Džazíra („ostrov“).

## Historie

Rozsah Mezopotámie

Nejstarší známé vesnické osídlení v Mezopotámii se datuje do 6. tisíciletí př. n. l. První byla osídlena severní Mezopotámie, protože lidé se ještě nedokázali bránit záplavám Eufratu a Tigridu.
Při Eufratu bylo více měst než při Tigridu, kde podmínky osídlení nebyly tak příznivé. Zakládání a rozvoj sídlišť vzdálených od hlavních toků umožňovala rozsáhlá síť kanálů. Ty měly dva účely: zajišťovaly vodu odlehlým zemědělským půdám a zároveň odváděly vodu z míst, kde jí byl přebytek (např. v okolí veletoků při jarních záplavách).
První sumerské obyvatelstvo se v Mezopotámii objevilo na přelomu 4. a 3. tisíciletí př. n. l. Okolo roku 1630 př. n. l. se Babylonie zmocnili Chetité a asi o sto let později pak Kassité, kteří jí vládli téměř pět století. Do osudu Asýrie od konce 2. tisíciletí př. n. l. začali zasahovat Aramejci a od poloviny 1. tisíciletí př. n. l. lze již mluvit o aramejizaci země, kdy aramejština nakonec vytlačila akkadštinu. Na konci 7. stol. př. n. l. se pány Mezopotámie stali Médové. Babylón poté zažíval krátké období renesance, které o století později (539 př. n. l.) přerušil příchod Peršanů. V roce 331 př. n. l. dobyl Babylonii Alexandr Veliký a ta se po jeho smrti stala součástí Seleukovské říše. Okolo roku 150 př. n. l. se území zmocnili Parthové. Po půl tisíciletí podlehli Parthové Peršanům, kteří Babylonii připojili ke své říši.
V roce 637 se vlády nad Mezopotámií ujali muslimští Arabové, kteří v roce 762 vybudovali novou metropoli Bagdád. Od té doby se Mezopotámii říkalo El Irák el'Arabi, jak ji Arabové nazvali.
Mezi nejvýznamnější města Mezopotámie patřily Ur, Uruk, Babylón, Nippur, Aššúr, Ninive, Kiš, Akkad, Lagaš a Eridu.

### Členění

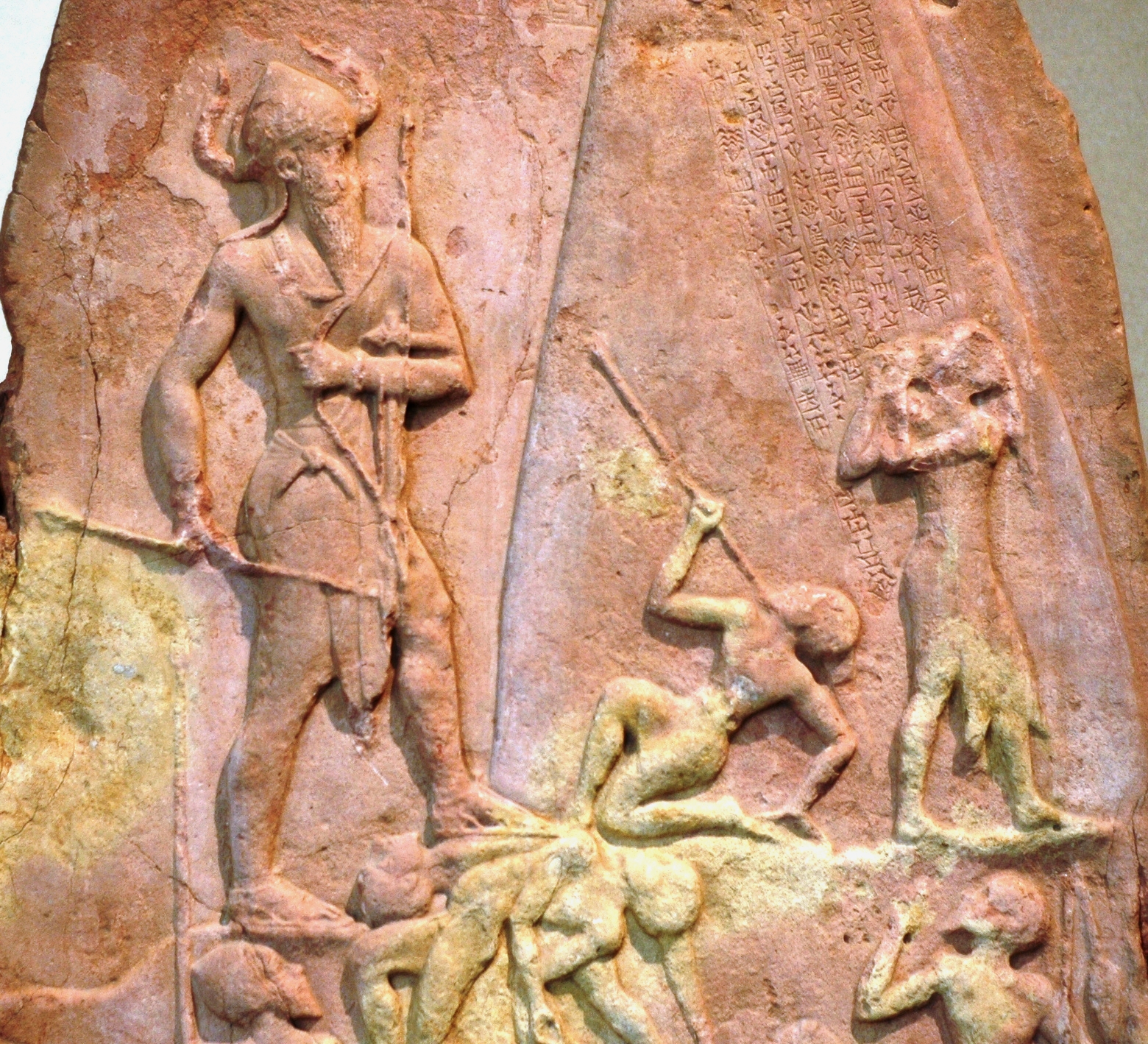
Stéla akkadského krále Narám-Sína, oslavující jeho vítězství nad Luluby ze Zagrosu.

- Mladší doba kamenná (první osídlení)
- Doba měděná
  - obeidská kultura (vznik prvních měst) (11.–5. tisíciletí př. n. l.)
  - urucká kultura (vznik písma) (5.–4. tisíciletí)
  - gaurská kultura
  - džemdet-nasrská kultura (cca 5 000 př. n. l.)
- Raná doba bronzová
  - raně dynastické období sumerských městských států (1. polovina 3. tisíciletí)
  - Akkadská říše (cca 2350–2193 př. n. l.)
  - Třetí dynastie z Uru (Sumerská renesance – cca 2119–2004 př. n. l.)
- Střední doba bronzová
  - Staroasyrské období (20.–18. stol. př. n. l.)
  - Starobabylonské období (18.–15. stol. př. n. l.)
- Pozdní doba bronzováAsyrský král Aššurbanipal na lovu lva

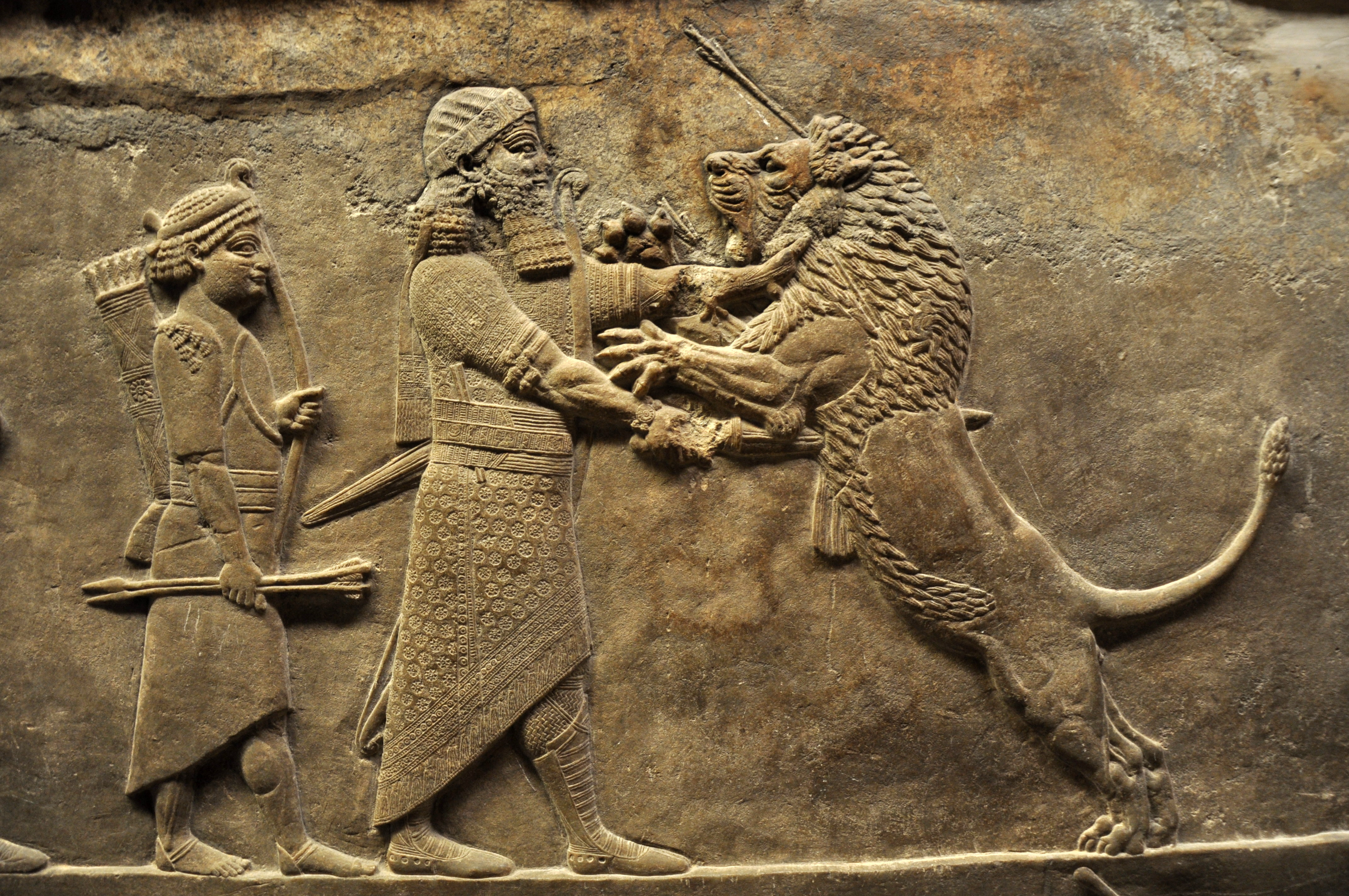
Asyrský král Aššurbanipal na lovu lva

  - Kassitská dynastie, Středoasyrské období (16.–12. stol. př. n. l.)
- Doba železná
  - Novochetitská říše (11.–7. stol. př. n. l.)
  - Novoasyrská říše (10.–7. stol. př. n. l.)
  - Novobabylonská říše (7.–3. stol. př. n. l.)
- Klasický starověk
  - Achaimenovská říše (6.–4. stol. př. n. l.)
  - Seleukovská říše (4.–1. stol. př. n. l.)
  - Parthská říše (3. stol. př. n. l. – 3. stol. n. l.)
  - Sasánovská říše (3.–7. stol. n. l.)
  - Islámské dobytí Mezopotámie (7. stol. n. l.)

## Písemnictví

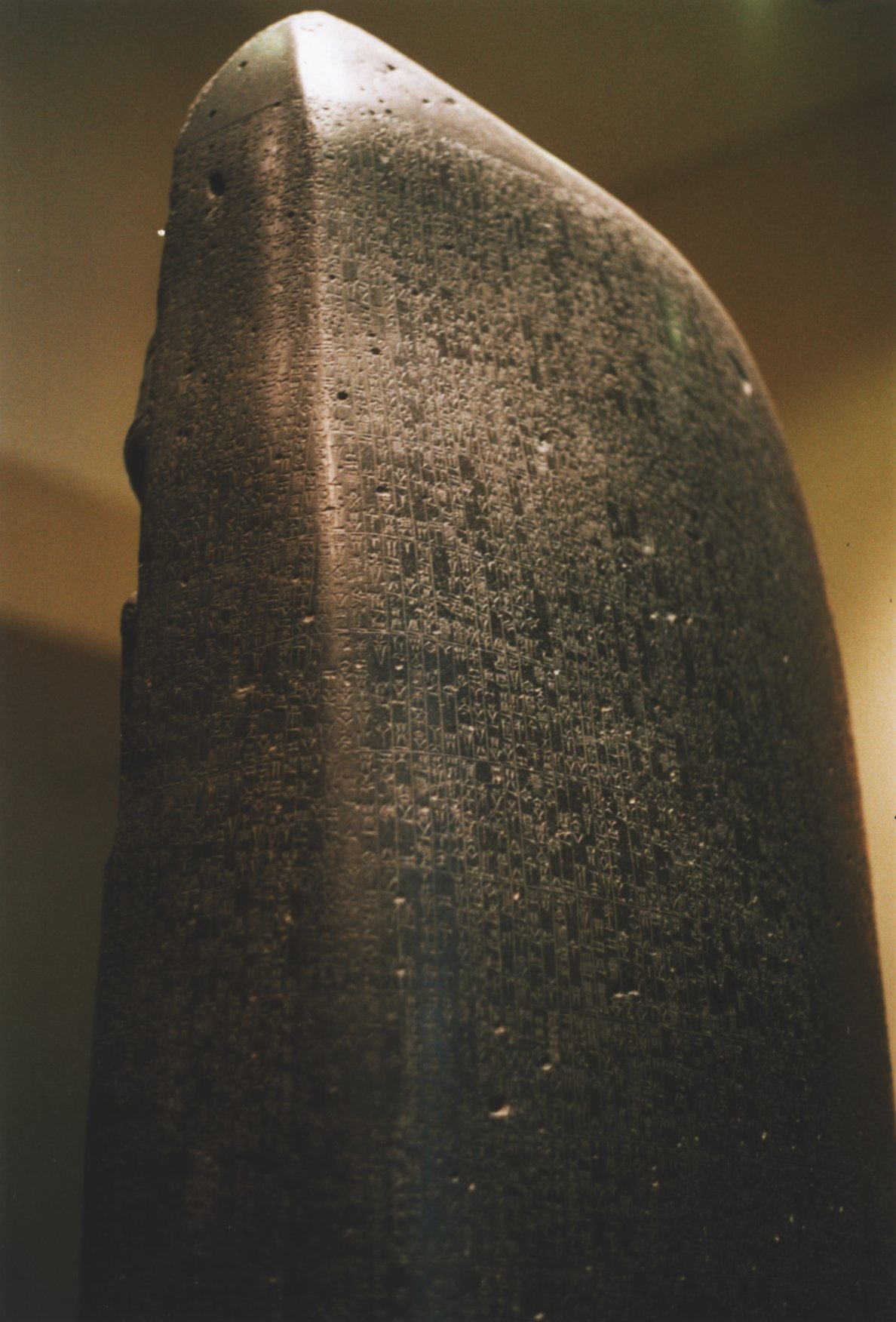
Chammurapiho zákoník

Naplavenina složená z hlíny a jílu, kterou přinášely záplavy z Eufratu a Tigridu, se v Mezopotámii stala hlavní stavební surovinou, z které se vytvářely např. cihly, nádobí, náčiní a sudy, ale také hliněné tabulky. První písemné doklady (psané sumersky) jsou napsané právě na nich a pocházejí z počátku 3. tisíciletí př. n. l., poslední pak z konce posledního století př. n. l. Hliněné tabulky byly ve své době zdaleka nejrozšířenějším psacím materiálem, nejdůležitější nápisy byly však tesány do kamene. S příchodem Aramejců začaly ustupovat jimi používanému pergamenu a papyru, které se lépe hodily k zachycení aramejského hláskového písma. Záznam na tabulky spočíval ve vytlačení textu do tvárného vlhkého povrchu a následném vypálení v ohni nebo usušení na slunci. Pisátko bylo většinou z rákosu, ale někdy i ze dřeva nebo jiného materiálu.
Hliněné tabulky dosahovaly rozměrů od 1 × 1 cm přes běžnější 4 × 4 cm až po největší 30 × 46 cm. Nejprve se na ně kreslily piktogramy a poté vzniklo klínové písmo, jehož vynález se přisuzuje Sumerům. Původně se znaky psaly ve sloupcích shora dolů a zprava doleva, pak ale došlo k otočení o 90° doleva a psalo se zleva doprava. Klínovým písmem se zapisovalo několik jazyků, např. perština, babylonština a asyrština (dnes souhrnně akkadština). Jedním z prvních úspěšných badatelů snažících se rozluštit klínové písmo se na počátku 19. století stal Georg Friedrich Grotefend.

### Zákony
Nejstarší klínopisné záznamy tvořily hospodářské záznamy, účetní výkazy, inventáře majetku a seznamy zaměstnanců nebo obětí. Původní nepsané právo bylo s rozvíjející se společností potřeba přeměňovat na právo psané. První známé normativní dílo nechal vydat sumerský vládce Urukagina ve 24. stol. př. n. l. Mimo jiné např. zakázal, aby žena náležela dvěma mužům, a také zakázal vydírání. V díle se též nacházelo heslo „Nechť mocný neubližuje vdovám a sirotkům“, které později převzalo několik panovníků. Toto dílo většinou není považováno za zákoník. Do dnešní doby se nedochovalo.
První zákoník v pravém slova smyslu vydal zakladatel státu 3. dynastie urské Ur-nammu ve 21. stol. př. n. l. Zachoval se na tabulce o rozměrech 20 × 10 cm. Vladař v něm vystupuje jako posel bohů, jejichž vůli tlumočí. Zákony se týkaly např. čarodějnictví a trestů za ublížení na těle. Další dva (zatím) nejstarší zákoníky jsou tzv. Bilalamův akkadský zákoník a Lipit-Ištarův sumerský zákoník.
Zákony mají charakter třídního zákonodárství, zabývají se mimo jiné vztahy mezi otroky a plnoprávnými občany. Dalšími oblastmi, na něž se soustředily, jsou manželství, dědické právo a hospodářské poměry.
Nejznámějším zákonodárným dílem pocházejícím z Mezopotámie je Chammurapiho zákoník, který se zachoval na více než dvoumetrové čedičové stéle. Je psán akkadsky a zprava doleva, obsahuje 282 paragrafů. Zákony řeší konkrétní případy, nepřinášejí obecné formulace (nedefinují např. krádež, závěť atd.). Pochází přibližně z roku 1686 př. n. l. Dioritová stéla, na níž se zákoník zapsaný klínovým písmem zachoval, byla objevena roku 1901 a dlouho se soudilo, že jde o nejstarší zákoník světa vůbec. Stéla je dnes uložena v pařížském Louvru.

### Literatura

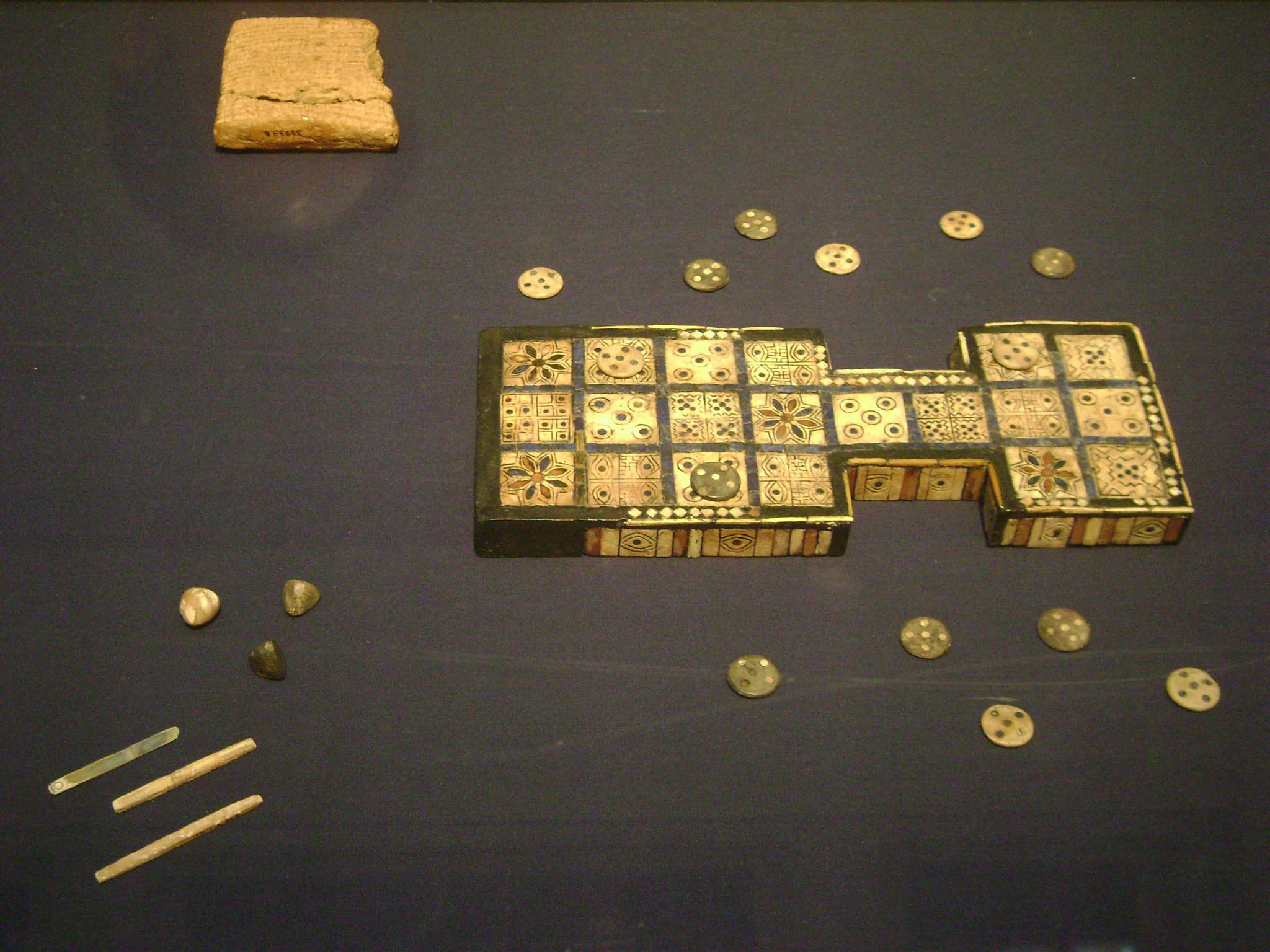
Královská hra z Uru

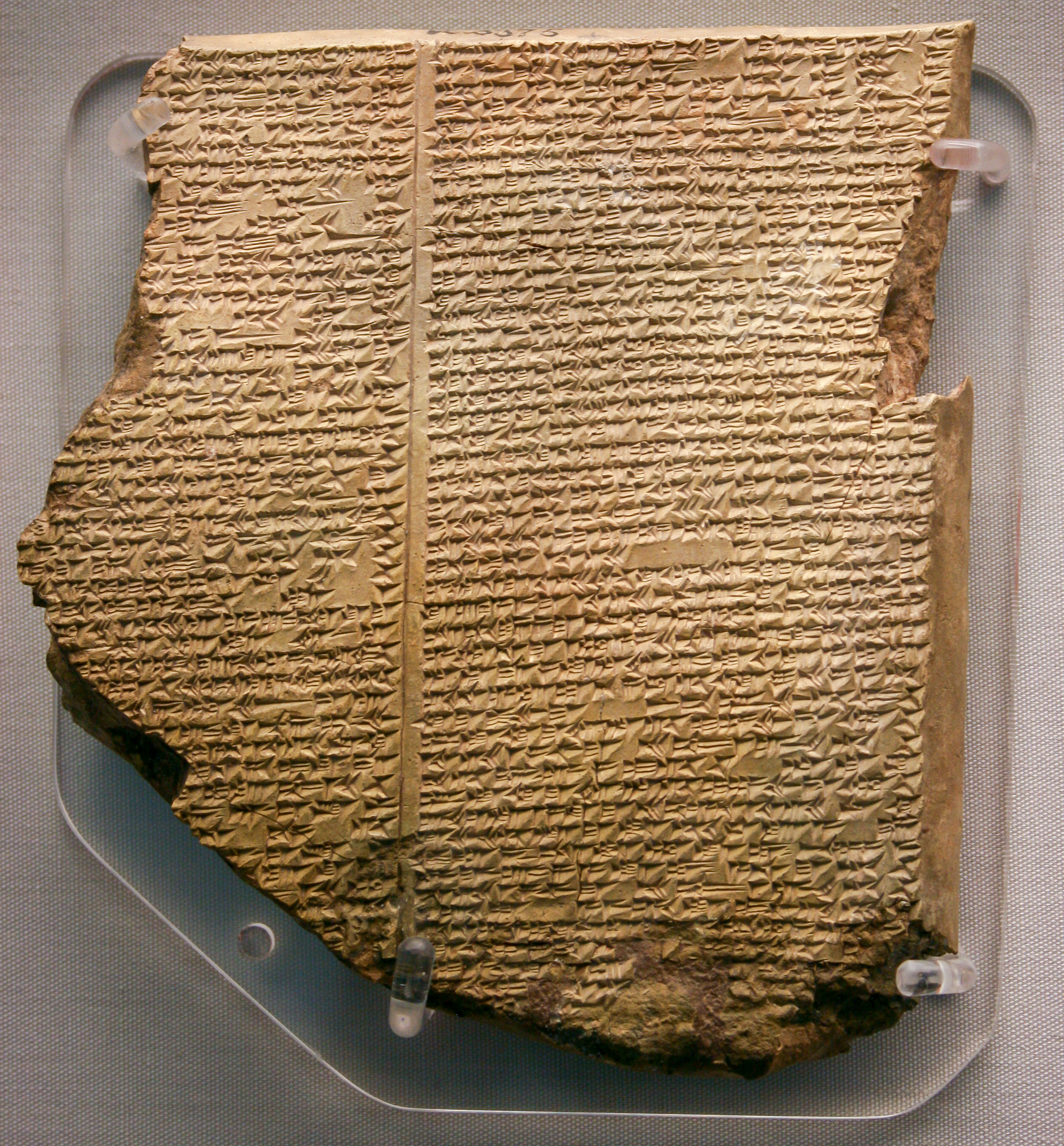
11. tabulka z kanonické verze Eposu o Gilgamešovi vyprávějící o potopě

## Společnost a způsob vlády
Mezopotámská společnost byla patriarchální, muži se zabývali vyššími hospodářskými úkoly (např. obdělávání půdy pluhem) a ženy pracovaly v domácnosti. Uvnitř občin, k jejichž existenci byla zapotřebí stavba kanálů a vodních děl a jejich udržování, se začaly vytvářet majetkové rozdíly, které v důsledku vedly k vrstevnímu rozdělení společnosti. Stejně tak rozdíly mezi občinami vyúsťovaly v loupežnické výpravy, které dále prohlubovaly tyto rozpory. Výsledkem často bývalo podrobení poražené občiny a její splynutí s občinou vítěze. Tak vznikaly první vládní jednotky.
První představitelé vládní moci byli zároveň hlavami chrámového kněžstva. Jejich mocenský význam spočíval hlavně v obrovském majetku, který nahromadili. Chrámy vlastnily velká území, kromě nich ale existovala i půda občinová a půda udělovaná některým významným rodinám. Chrámový pozemek byl rozdělen na několik částí, z nichž každá plnila jinou funkci. Kvůli správě nemovitostí vznikl rozvětvený správní aparát, v jehož čele byl vrchní správce. Postupem času někteří chrámoví zaměstnanci klesli do předtím nepříliš rozsáhlé třídy otroků.

### Počátky despotismu

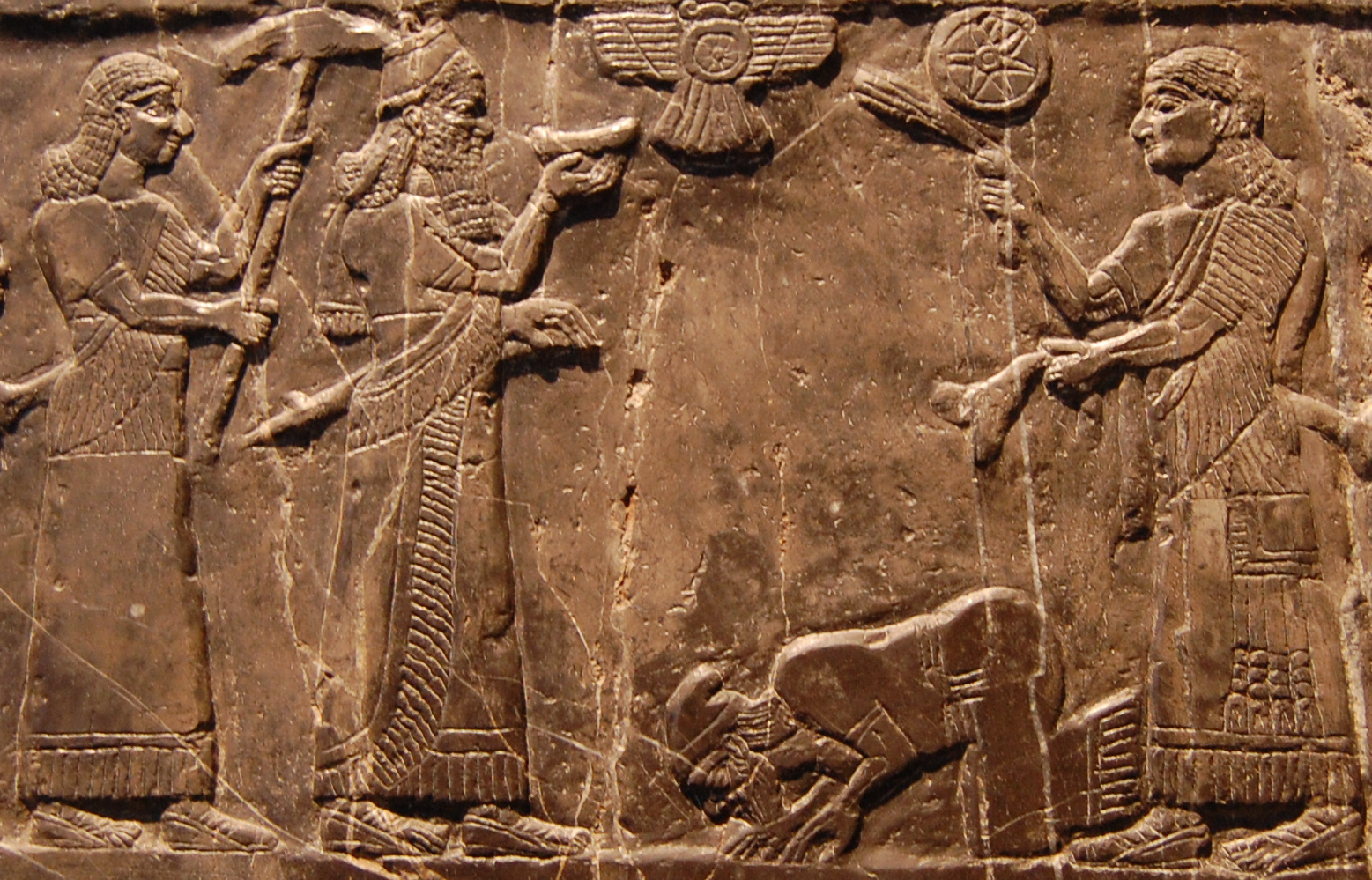
Černý obelisk z Nimrudu: Král Izraele Jehú se sklání před králem Asýrie Salmanassarem III

Majetek, který chrámy nashromáždily, jim zajistil hospodářskou a politickou moc. Kvůli ochraně před sousedními městskými státy začaly okolo sebe stavět hradby a opevnění. Kvůli rostoucímu významu chrámů se jejich představitelé začali (od dob Sargona Akkadského) nazývat tituly jako „král Sumeru i Akkadu“ nebo „král čtyř světových stran“, čímž vyjadřovali snahu rozšířit svou vládu na co největší území. Navíc se nechávali ještě za svého života zbožšťovat.
Chammurapi (zhruba 1800 př. n. l.), nejvýznamnější vládce starobabylonského období, již vládl plně centralizované říši. Byl nejvyšším správcem, zákonodárcem, soudcem a vojenským velitelem. V této tradici pokračovali další babylonští a asyrští panovníci. V novobabylonském období došlo k oddělení panovníka od role velekněze, což posílilo postavení kněžstva.
Někteří z panovníků Mezopotámie byly ženy, které vládly buď tak, že iniciativou překonávaly své manžely panovníky, nebo i samostatně. Mezi ně patří např. Kubaba a Semiramis.

### Otroci
Otroctví bylo základním rysem mezopotámské společnosti. Právně se rozlišovalo mezi otroky v soukromých a veřejných službách, mezi otroky domácími (mezopotámskými) a cizími a mezi otroky narozenými v domě pána a pořízenými odjinud. Třída otroků se rozšiřovala např. o válečné zajatce, kteří byli původně zabíjeni, o dlužníky, kteří nebyli schopni uspokojit své věřitele, a o pachatele trestných činů. Otroci bývali označováni, a to buď zavěšením tabulky, tetováním, oholením vlasů na přední polovině hlavy nebo propíchnutím uší (v Asýrii).

## Hospodářství

Těžba ve starověkém blízkém východě. Arsen hnědě, měď červeně, cín šedě, železo zrzavě, zlato žlutě, stříbro bíle a olovo černě. Žlutá oblast značí výrobu arsenového bronzu, šedá cínového bronzu.

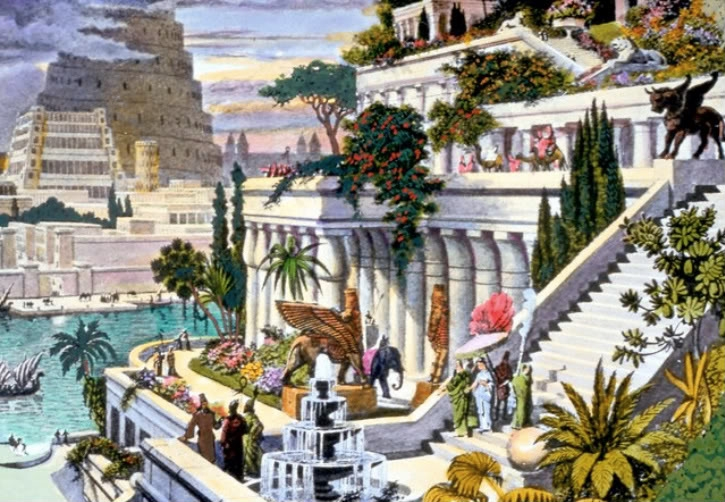
Umělecká představa Visutých zahrad Semiramidiných s Babylonskou věží v pozadí

Mezopotámie měla spolu s Egyptem ve starověku nejlepší podmínky pro zemědělství. Bylo tam (a stejně tomu je v dnešním Iráku) kontinentální podnebí s velkými výkyvy teplot (zhruba od +50 °C do −5 °C). V únoru až březnu, kdy začínalo jaro, docházelo k rozvodnění Eufratu a Tigridu. Období sucha začínalo ke konci června a končilo v září.
Pole se nehnojila, protože to obstarávaly záplavy, a k setbě se využíval mimo jiné pluh. Nejúrodnější půda se nacházela v Babylonii. Hlavními obilninami v Mezopotámii byly ječmen, který sloužil k přípravě potravin, pšenice dvouzrnka, která sloužila k přípravě chleba a k výrobě piva, a pšenice jednozrnka. Dále se tam pěstovaly např. sezam, hrách setý a boby.
Zahradnictví patřilo v Mezopotámii k oblíbeným aktivitám, přičemž ovocnářství převažovalo nad zelinářstvím. Nejznámějším objektem z Mezopotámie týkajícím se zahradnictví jsou Visuté zahrady Semiramidiny, jeden ze sedmi divů světa. Nejčastějším stromem Mezopotámie (v současnosti i Iráku) byla palma datlová, dále se pak pěstovaly např. fíkovníky (hlavně na severu), réva vinná, jabloně, hrušně a mandlovníky. Ze zeleniny to byly např. česnek, cibule, salát nebo kopr.
Z dobytka se nejčastěji choval tur domácí, který se využíval hlavně k orbě, k obsluze zavodňovacích zařízení a pro mléko. Hovězí maso bylo kvůli nákladnosti chovu drahé. Důležitý byl také chov koz a ovcí, z kterých se získávala vlna (ovce), srst (kozy), mléko a maso. Mezi další hospodářská zvířata patřily např. husy, kachny a kuřata; v pozdější asyrské době se začaly chovat i včely. Jako tažná zvířata se nejdříve využívali osli, od dob kassitských panovníků pak koně a kříženci předchozích dvou muly. Jako domácí mazlíčci nebo pomocníci pastýřů byli chování psi; někteří byli využíváni i k lovu. Do poloviny 2. tisíciletí př. n. l. hrál důležitou roli rybolov.
Řemeslníci se zpočátku soustředili na výrobu zemědělských nástrojů, od první poloviny 3. tisíciletí př. n. l. začalo docházet k rozšiřování výroby i do jiných oblastí (např. oblečení, nádobí, šperky, zbraně). Jedním z nejstarších řemesel bylo hrnčířství. V Mezopotámii byl nedostatek dřeva, kamene a kovů, jako materiál se používaly hlavně hlína, rákos, vlna, kůže a len.

## Náboženství

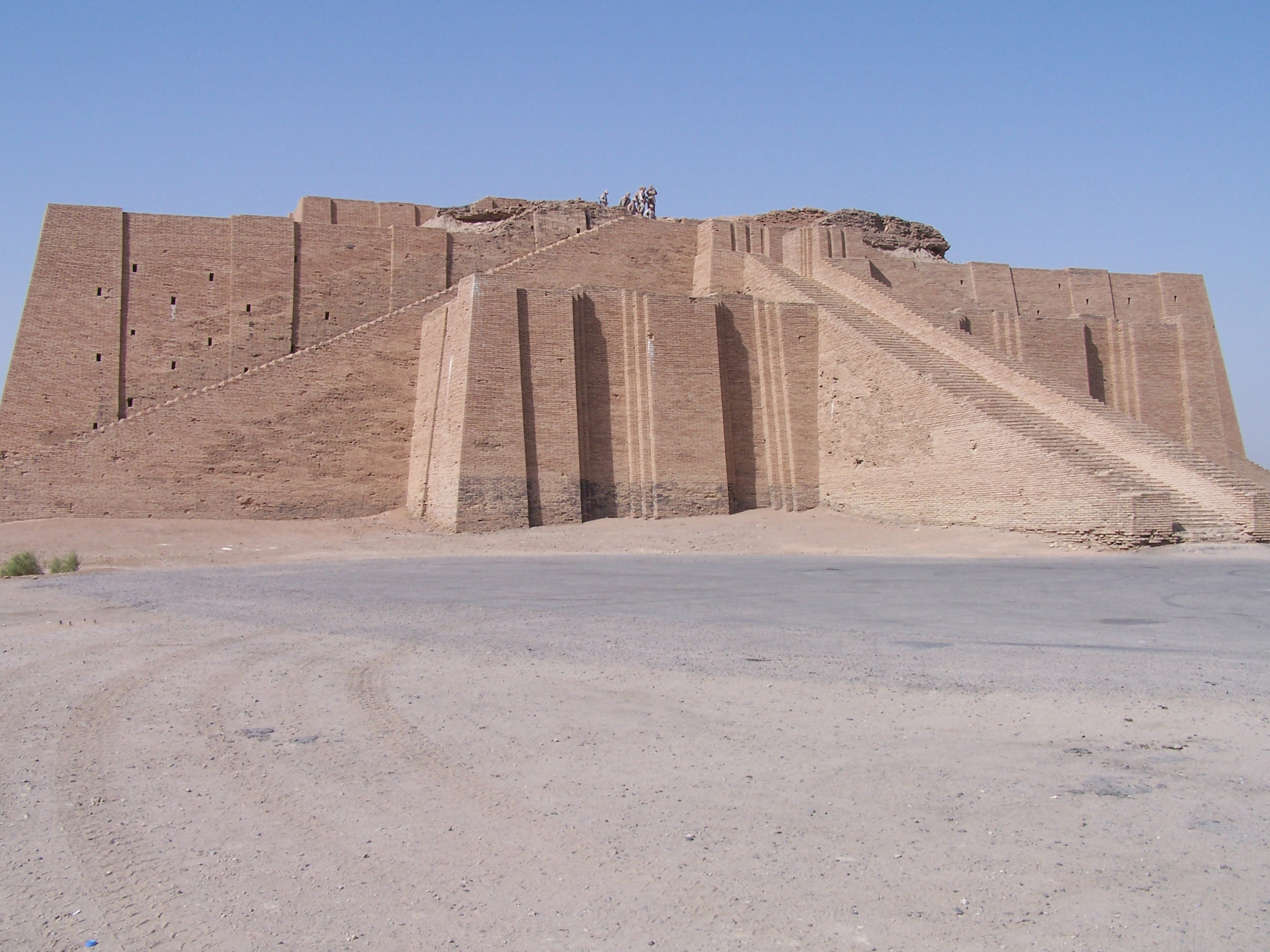
Zikkurat ve městě Ur

V náboženských představách obyvatel Mezopotámie se odrážely přírodní jevy, jejichž podstatu si nedovedli vysvětlit rozumem. Představy se projevovaly kultem bohyně-matky, jejíž sošky jsou známé již z 5. tisíciletí př. n. l. Základní přírodní síly byly zosobňovány a povyšovány na bohy. Ve 3. tisíciletí př. n. l. měli Sumerové několik set takových bohů, z nichž nejvýznamnější byli An, bůh nebe, Enlil, bůh země, a Enki, bůh vody. Jednotlivá města měla své božské ochránce, jejichž význam vzrůstal a klesal s významem daného města.
Středem náboženského života byl chrám, jehož jádro bylo tvořeno obětním oltářem. Ten byl původně přístupný všem, později ale vznikla vrstva kněžích, kteří se považovali za prostředníky mezi bohy a lidmi. Kněží si postupem času vybudovali silný společenský a politický význam. Mezi náboženské stavby patřily zikkuraty, které měly zdůraznit menší vzdálenost kněží k bohům. Důležitou roli hrály chrámové slavnosti, z nichž nejvýznamnější byly novoroční svátky pořádané při jarní rovnodennosti.
Chrámy měly velký vliv na vzdělání, protože se u nich zakládaly archivy, knihovny a školy, kde se potomci vyšších vrstev učili čtení, psaní a základním vědním oborům. První školy vznikaly v 1. polovině 3. tisíciletí př. n. l. a později byly zesvětštěny. Mimo to se chrámy snažily pomáhat chudým, např. stanovováním spravedlivých standardů váhy a míry nebo poskytováním bezúročných půjček.

## Věda

### Matematika
V Mezopotámii byla známá desítková i šedesátková soustava, přičemž starší byla šedesátková. Znak pro nulu se používal až v pozdně babylonských astronomických textech, ale ne na konci čísla, kde se místo toho vynechávalo místo nebo tam byly umístěny dva šikmé klíny. Používalo se sčítání a odčítání, násobení a dělení, zlomky, umocňování a odmocňování i rovnice druhého a třetího stupně. Geometrie se využívala převážně na výměru polí a jiných nemovitostí, měření objemu košů a schránek atd., objevy ale naznačují, že se tehdejší odborníci zabývali i problémy Pythagorovy věty a Eukleidovské geometrie.

### Astronomie a astrologie
Protože astronomická pozorování probíhala na zikkuratech, podíleli se na nich převážně kněží. Jejich činnost často nebyla vědecká a namísto toho se zabývali astrologií. Nicméně astronomové zjistili ekliptiku Slunce a oběžnou dráhu Měsíce okolo Země. V 7. stol. př. n. l. dokázali předpovídat zatmění Měsíce a později i zatmění Slunce. Rozdělili lunární rok na 12 měsíců s 354 dny, k vyrovnání se solárním rokem byl do kalendáře vkládán přestupní měsíc. Od 3. dynastie urské začínal rok jarní rovnodenností.
Mezopotámské představy o Zemi jsou však poněkud fantastické ve srovnání s vysokým stupněm astronomických znalostí. Obyvatelé Mezopotámie považovali Zemi za dutou polokouli, nebe za větší polokulovitý poklop, který Zemi přikrývá a má tři patra; lidé mohou spatřit pouze první, největší, na němž se pohybují nebeská tělesa; u obzoru jsou hory Východu a Západu s branami, z nichž první otvírá Slunce ráno při svém nástupu celodenní pouti přes viditelnou klenbu nebes, druhou večer po jejím skončení. Nebeská klenba měla také okna, jimiž bozi sesílali déšť. Hvězdám jsou přikázány pevné dráhy a stanoviště.
Josef Klíma, Společnost a kultura starověké Mezopotámie

### Lékařství
Z Mezopotámie se zachovalo množství lékařských textů. Jedním druhem těchto textů jsou předpovědi, které se zabývaly vyhlídkami pacienta v určitých situacích (s určitými nemocemi), ale jen velmi zřídka se zabývaly léčbou. Další texty zabývající se léčením pacientů vypovídají o využívaných lécích, kterými byly živočišné produkty, např. tuk, krev, mléko a kosti, a dále byliny, stonky, listy, kořeny a plody, které mohly být případně smíchány např. s pivem nebo medem. Některé se polykaly, jiné se přikládaly na tělo nebo se do něho dopravovaly čípkem.